# Samostan Bebenhausen
Samostan Bebenhausen (Kloster Bebenhausen) je nekdanji cistercijanski samostanski kompleks v Bebenhausnu v Baden-Württembergu v Nemčiji. Kompleks je tudi lokacija dvorca Bebenhausen, lovskega zatočišča, ki sta ga ustvarila in vzdrževala dva kralja Württemberga. Kompleks je bil leta 1974 imenovan za zgodovinski spomenik.
Samostan so v poznem 12. stoletju ustanovili premonstratenci, vendar so ga leta 1190 odstopili cistercijanom. Od 13. do 15. stoletja je bogastvo samostana Bebenhausen hitro raslo, dokler ni postal eden najbogatejših samostanov v južni Nemčiji. To obdobje je bilo tudi obdobje arhitekturne širitve in prenove samostana. V 14. stoletju je prišel pod oblast takratne grofije Württemberg, katere vladarji so kasneje v 16. stoletju samostan razpustili. Območje samostana je bilo ponovno uporabljeno za internat in protestantsko semenišče. Samostan Bebenhausen naj bi imel tudi kratko vlogo v nemški politiki po drugi svetovni vojni, saj je parlament francoske zvezne države Württemberg-Hohenzollern v samostanu oblikoval svojo ustavo.
Samostan Bebenhausen je postal tudi rezidenca Württemberške rodbine kot lovski dvorec, njeni vladarji pa so jo še posebej ljubili zaradi lokacije v Schönbuchu. Prvi kralj Württemberga je jugovzhodni del kompleksa spremenil v dvorec. Po prvi svetovni vojni in razpadu Kraljevine Württemberg je dvorec Bebenhausen postal stalna rezidenca zadnjega württemberškega kralja in kraljice.

## Zgodovina
Samostan Bebenhausen je bil ustanovljen okoli leta 1185, ko je Rudolf I., palatinski grof iz Tübingena  daroval Bebenhausen, takrat zapuščeno vas na robu Schönbucha, premonstratenskemu redu. V vasi so se naselili menihi iz samostana Marchtal, še enega od Rudolfovih obdarovanj. S to družbo je bil samostan prvič dokumentiran sredi leta 1187, vendar so premonstratenci pozneje v tem desetletju samostan zapustili. Rudolf je nato Bebenhausen dal cistercijanskemu redu, katerega generalni kapitelj v opatiji Cîteaux se je leta 1190 odločil, da ga sprejme in naročil opatu samostana Schönau, naj ustanovi nov samostan. V odgovor je Rudolf sredi leta 1211 cistercijanskemu projektu podelil svobodo, da mu ni treba priznati vogta, plemiča, ki je bil zadolžen za gospostvo in zaščito samostana. Cerkev novega samostana je leta 1228 posvetil konstanški škof.
Pod cistercijani je samostan Bebenhausen cvetel; do leta 1275 je Bebenhausen od vseh benediktinskih ali cistercijanskih samostanov v Konstanški škofiji plačal najvišji procuratio svojemu škofu, da bi ga podpiral. Kapitelj Bebenhausen je pridobil pfleghofe (posesti neodvisne od graščinskih posesti) vse do današnjega Ludwigsburga in prodajalo svoje pridelke v mestih, kot so Stuttgart, Tübingen, Esslingen in Ulm. Po Pravilu svetega Benedikta so morali zemljo v lasti reda obdelovati njegovi bratje laiki, ki jih je bilo v Bebenhausnu v 13. stoletju do 130, s še 80 laičnimi brati. Od 14. stoletja se je število v Bebenhausnu močno zmanjšalo in do leta 1494 je bilo le 56 menihov in 6 bratov laikov. Zaradi tega je samostan začel oddajati svojo zemljo. Hkrati je pridobival tudi politično in versko jurisdikcijo nad bližnjimi vasmi in cerkvami ter s tem njihovimi prihodki. Tudi vodstvo samostana je v 15. stoletju postajalo vse bolj lokalno in prav pod lokalnimi opati, predvsem pa Wernerjem in nato Petrom von Gomaringenom, je prišlo do največje politične, gospodarske in arhitekturne rasti. Peter von Gomaringen je kljub cistercijanskim pravilom dodal kamniti strešni jezdec nad križnim kvadratom cerkve. Na vrhu poletne jedilnice  je zgradil še eno, nadgradnjo opata Konrada von Lustnaua iz 14. stoletja.
Leta 1342 je grofija Württemberg pridobila suverenost nad Bebenhausnom in okoliškim Schönbuchom. Ker je bil Schönbuch priljubljeno lovišče, so grofje Württemberški postali pogosti gostje samostana. Vezi med Württembergom in Bebenhausnom so se v 15. stoletju povečale, kljub temu, da je imel samostan cesarsko zastopstvo, in do leta 1480 so se njegovi opati pridružili posesti Württemberg, ki je bil do takrat vojvodina.

### Reformacija
Po smrti zadnjega katoliškega opata v Bebenhausnu 21. decembra 1534 je polovica od 36 menihov v samostanu izpovedovala luteransko vero. Naslednje leto je Ulrich, vojvoda Württemberški, prevzel in razpustil samostan, čeprav so se cistercijani vrnili in bili ponovno izgnani leta 1648. Ulrich je spreobrnjenim redovnikom dal pokojnino 40 goldinarjev, tisti, ki so ostali katoličani, pa so bili izgnani brez odškodnine. Večina slednjih je odšla v samostan Salem ali Stams na Tirolskem, medtem ko je prva šla v samostan Tennenbach, ki ni imel več menihov. Leta 1537 je Ulrich porušil cerkveno ladjo in predelal njene zidove za grad Hohentübingen.
Ulrichov sin in naslednik, Christoph, je leta 1559 izdal luteranski cerkveni red, po katerem je bilo izobraževanje obvezno za vsakega moškega prebivalca vojvodine. Ustanovil je tudi protestantska semenišča v vseh 13 nekdanjih katoliških samostanih znotraj svojih meja. Disciplina na teh šolah, kjer je bilo govorjenje nemščine v korist latinščine prepovedano, je bila ostra in pogosto niso bile dobro preskrbljene s hrano. Leta 1560 so na območju samostana odprli internat. {Sfn|Bebenhausen Monastery and Palace: Bebenhausen Monastery}} Deloval je do leta 1806. Leta 1650 je bil Johannes Valentinus Andreae zaslužen, da je leta 1645 Württemberg postal prva evropska država, ki je razširila obvezno izobraževanje na vsakega državljana, in bil imenovan za direktorja Bebenhausnovega semenišča.

### Kraljevina Württemberg
Po nemški mediatizaciji je bil Bebenhausen leta 1807 uradno priključen Kraljevini Württemberg. Prvi kralj Friderik I.  je opatovo hišo spremenil v lovski dvorec. Od tedaj je Friderik praznoval svoj 58. rojstni dan in priredil večdnevno pogostitev in lov, imenovano »Festival Diane«, ki se je začel 9. novembra 1812. Okoli samostana je zgradil začasne objekte dvorni arhitekt Nikolaus Friedrich von Thouret. Friderikov sin in naslednik Viljem I., čeprav nikoli ni prebival v Bebenhausnu, je leta 1850 začel obsežno obnavljati samostan. Viljemov lastni sin in dedič Karl I. je jeseni preživljal v Bebenhausnu in zadolžil arhitekta Augusta Beyerja za obnovo dvorca.
Zadnja monarha Württemberga, Viljem II. in Charlotte Schaumburg-Lippe, sta bila navdušena lovca in sta vsako jesen preživela dva tedna v Bebenhausnu. Par je v Bebenhausnu zabaval veliko gostov, vključno z Viljemom II., nemškim cesarjem, leta 1893.
9. novembra 1918 so revolucionarji zasedli Wilhelmspalais v Stuttgartu. Viljem II. in Charlotte sta zapustila prestolnico v Bebenhausen in tam nekaj dni pozneje abdicirala.  Paru je bilo dovoljeno ostati v Bebenhausnu za vse življenje. Viljem II. se ni nikoli vrnil v Stuttgart; ko je leta 1921 umrl, so ga pokopali v Ludwigsburško palačo. Charlotte je umrla v Bebenhausnu leta 1946, potem ko je tam preživela drugo svetovno vojno.

### Javna last
Po koncu druge svetovne vojne je bila Nemčija razdeljena na francosko, ameriško, britansko in rusko okupacijsko cono. Francoska cona je zajemala več kot polovico Badna in nekaj Württemberga, območja, ki so bila nadalje razdeljena na Južni Baden in Württemberg-Hohenzollern. Francoska civilna vlada se je ustanovila v Baden-Badnu, medtem ko je bil njihov vojaški štab v Freudenstadtu, nedaleč od prestolnice Württemberg-Hohenzollern v Tübingenu. Za vodjo Württemberg-Hohenzollerna so Francozi določili Carla Schmida, napol francoskemu odvetniku, ki je pozdravil francoske sile v Tübingenu, naj oblikuje civilno vlado. V ta namen so 17. novembra 1946 potekale volitve v svetovalni odbor, 65 izvoljenih oseb pa se je  17. novembra sestalo v samostanu Bebenhausen. Po ustavnem referendumu in splošnih volitvah, ki sta potekale 18. maja 1947, se je začelo delo na ustavi za Württemberg-Hohenzollern. Od 3. junija 1947 do ustanovitve zvezne dežele Baden-Württemberg leta 1952 je bilo v zimskem jedilnici organiziranih 118 plenarnih zasedanj.
V začetku leta 1973 je urad za ohranjanje spomenikov Baden-Württemberg dal predlog mestnemu svetu Bebenhausna, da se vas postavi pod zaščito kot ansambel (Gesamtanlage) po zakonu o spomeniškem varstvu Baden-Württemberg (Denkmalschutzgesetz (Baden-Württemberg)) iz leta 1972. Mestni svet se je sestal 8. avgusta 1973 in se je po nasvetu predstavnika Urada soglasno strinjal s predlogom in načrtovanjem. Vlada Baden-Württemberga je ta zaščitni status uveljavila z izdajo odloka 27. januarja 1975.
Poletna jedilnica je bila januarja 2016 zaprta za obiskovalce, saj so se na njenem oboku pojavile velike razpoke, ki so bile posledica preloma njene vzhodne stene. Obnovitvena dela so se začela takoj, svetoval je nabor strokovnjakov, ki jih je zbrala Staatliche Schlösser und Gärten Baden-Württemberg, agencija za upravljanje kulturne dediščine, zadolžena za vzdrževanje državnih zgradb v Baden-Württembergu. To delo je bilo končano aprila 2017. Kasneje istega leta in do leta 2019 so v samostanu Bebenhausen nadaljevali z delom, da bi postal bolj dostopen za invalidne obiskovalce.
Zaradi pandemije COVID-19 v Nemčiji je SSG 17. marca 2020 napovedal zaprtje vseh svojih spomenikov in odpoved vseh dogodkov do 3. maja. Spomeniki so se začeli znova odpirati v začetku maja, od 1. maja do 17. maja; samostan Bebenhausen je bil ponovno odprt za obiskovalce 12. maja, dvorec pa 16. maja. SSG je 24. oktobra znova zaprl spomenike kot odziv na naraščajoče okužbe s COVID-19.

## Samostanski kompleks
Samostanski kompleks Bebenhausen stoji na terasi nad reko Goldersbach znotraj naravnega parka Schönbuch. Obstoječe stavbe samostana so bile zgrajene od 1475 do 1500 na starejših objektih. Brani jih obzidje iz 13. stoletja, dva stolpa, notranje podgradje in vhodno poslopje iz 15. stoletja, ki je na jugozahodnem koncu kompleksa. Jugovzhodni kompleks stavb, ki ga sestavljajo gostišče, bolnišnica, samostanska kuhinja in dvorišče, je Karl I. preoblikoval v dvorec Bebenhausen. Karel I. je dal prenoviti prostore dvorca v gotskem in renesančnem slogu Augustu Beyerju in jih opremiti s predmeti iz kraljeve zbirke. Viljem II. in Charlotte sta od leta 1891 do 1918 naredila nadaljnje spremembe na dvorcu in ga obsežno posodobila. Severno od kraljevega dvorca so skednji samostana. Na jugu je opatova hiša, ki je bila nekoč z mostom povezana z ostalim samostanom.
Po njihovem zakoniku je večina samostana, ki so ga zgradili cistercijani, strogo oblikovana. Nekaj zgodnjegotske arhitekture, uvožene iz Burgundije v 13. stoletju, najdemo v kapitlju, parlatoriju in dvorani bratov. Leta 1335 je bila zgrajena visoka gotska poletna jedilnica. Ko je samostan v 15. stoletju rasel v blaginji, so dodali dodatne gotske stavbe, kot je rensko obokanje križnega hodnika.

### Samostan
Gradnja cerkve se je začela v poznem 12. stoletju, vendar je bila dokončana razmeroma hitro in nato posvečena leta 1228. Njena zasnova je značilna za cistercijanske cerkve, saj je križna bazilika s tremi ladjami in ravno streho. Od leta 1335 do 1340 je bila cerkev prenovljena v gotskem slogu, dozidana so okna za kor in nov oltar v severnem transeptu, ki ni več ohranjen. Več sprememb je bila cerkev deležna v 16. stoletju, ko so streho zamenjali z zvezdastimi in mrežastimi oboki ter postavili 19 razkošnih prizidkov. Vojvoda Karel Eugene je leta 1781 odstranil večino zasteklitve oken korov v dvorec Hohenheim. V cerkvi so danes razstavljene poznejše renesančne in baročne slike, epitafi in grobnice. V 19. stoletju so cerkvi dodali orgle in galerije.
Strešni jezdec na vrhu samostanske cerkve, okrašen in iz kamna, je kršil kodeks cistercijanov, ki je zahteval preprost lesen zvonik. Stolp je med letoma 1407 in 1409 zgradil cistercijanski menih po imenu brat George iz samostana Salem.
Kapiteljska dvorana je bila za cerkvijo drugi najpomembnejši prostor v samostanu v času delovanja. Stavba, zgrajena od 1217 do 1228, je kvadratne oblike in razdeljena na tri nize travej. Stropovi so bili leta 1528 poslikani s podobami rož in delov pasijona. Obnove teh slik so se lotili pod kraljem Karlom I. V notranjosti je majhna kapela, posvečena apostolu Janezu iz leta 1224, in sedem nagrobnih plošč. Med njimi so nagrobniki Rudolfa I., palatinskega grofa Tübingenskega in njegove žene. Rudolfova grobnica, ki meji na vhod v kapelo, je bila od leta 1219 večkrat odprta in njen pokrov je trenutno obrnjen na glavo.
Križni hodnik je bil prvič dokončan v zadnjih letih 13. stoletja, nato pa je bil v 15. stoletju deležen večje prenove. To delo je trajalo v naslednjem stoletju. Pri delovanju samostana je imela vsaka stran samostana določeno funkcijo. Severna stran, ob cerkvi, je bila namenjena večerni liturgiji; vzhodno krilo je bilo tam, kjer so bratje laiki poslušali shode bratov menihov; južna stran je bila vhod v lavatorij (sanitarije); zahodna stran je bila pot, po kateri so laiki šli v samostansko cerkev. Vodnjaki lavatorija ne obstajajo več, ostaja pa njegov gotski zvezdasti oboki. Samostanski vrt je razdeljen na štiri dele trave s križno belo prodnato potjo, obkroženo z živo mejo. V središču je vodnjak iz 19. stoletja, ki nadomešča srednjeveški vodnjak.
V skladu s cistercijanskim naukom vzhodno in zahodno stran samostana sestavljajo menihi oziroma domovi bratov laikov. Spalni prostori (dormitorij) v obeh stavbah so bili v drugem nadstropju. Končana v letih 1216–1217 je bila meniški dom velika dvorana s keramičnimi tlemi in obokanim stropom. V 14. stoletju je opat Lustnau dodal gotsko okno na južnem koncu dvorane. Njegov naslednik Fridingen je preuredil spalnico v celice za menihe in prvotni strop zamenjal z ravnim. Stenske poslikave s cvetjem in napisi so bile naslikane leta 1523 in obnovljene v začetku 20. stoletja. Ko je samostan Bebenhausen postal lovski dvorec, so meniške prostore ponovno preuredili, da bi lahko sprejeli goste. V 1940-ih so v njih nastanili tudi poslance Württemberg-Hohenzollernškega parlamenta in temu primerno dobili moderne kopalnice.
Poletna jedilnica (refektorij) je bila zgrajena leta 1335 na temeljih prejšnje jedilnice, ki jo je uničil požar. Refektorij je leta 1873 obnovil Karel I. v neogotskem slogu. Dvorana, tla z glaziranimi ploščicami, je opremljena z gotskimi lesenimi oblogami in klopmi vzdolž sten. Trije ozki in osmerokotni stebri nosijo več zvezdnih obokov, ki so pokriti s srednjeveškimi freskami. Zunaj dodatno podporo zagotavlja vrsta opornikov. Miniatura cerkvenega zvonika krona streho poletnega refektorija. Ko je bil Bebenhausen kraljeva rezidenca, so bili v poletni jedilnici tudi oklepi in trofeja orožja. V notranjosti poletne jedilnice je razstavljena zlata in srebrna namizna posoda, ki jo je med letoma 1870 in 1875 izdelalo podjetje Schleissner. Kosi, nekateri najstarejši znani primerki Schleissnerjevega dela, so bili prvotno razstavljeni v Modri dvorani.
Zimska jedilnica je bila jedilnica bratov laikov, preurejena pod končnim katoliškim opatom samostana z ogrevanimi tlemi. Tudi ta dvorana je opremljena v neogotskem slogu in še vedno vsebuje jedilno mizo in stole iz 19. stoletja. Stene so poslikane z grbi, vinsko trto in podobami lova ter s fresko, ki prikazuje dejanja vitezov iz Calatrave, španskega verskega vojaškega reda. Strop dvorane tvori lesen banjast obok. 

### Dvorec
Dve dvorani dvorca Bebenhausen, Modra in Zelena dvorana, sta bili ustvarjeni za sprejeme in bankete iz samostanskega gostišča oziroma opatove kuhinje. Gostišče se je leta 1870 preoblikovalo v Modro dvorano in ga je kralj Karel I. opremil z lovskimi trofejami, repliko lestenca in jedilnim kompletom, kopiranim iz dvorca v Ulmu. Dodatni inventar vključuje koščke zbirke majolik Karla Eugena in meč prvega vojvode Württemberškega.
Stanovanje kraljice Charlotte je bilo prej stanovanje Karla I. Apartma so ji v letih 1915–1916 prenovili v sedanjo razporeditev: predsoba, spalnica, garderoba, kopalnica, dnevna soba in glasbena soba. Vse so oblečeni v tapete art nouveau. Charlottino predsobo krasijo lovske trofeje, nekatere nosijo njen monogram, pridobljen med letoma 1899 in 1917. Njena dnevna soba je obložena z renesančnimi lesenimi oblogami in vsebuje šest nizozemskih slik iz 17. in 18. stoletja. Na zahodni steni je dodatna slika Juliusa Mössela gradu Náchod, kjer je Charlotte odraščala. Dnevna soba in kopalnica sta bili v letih 1915–1916 temeljito posodobljeni in sta razmeroma preprosti. 
Nad nekdanjo opatovo kuhinjo je stanovanje Viljema II., izdelano od 1868 do 1870 v enfiladi, v gotskem in renesančnem slogu. Od štirih sob stanovanja je Viljem II. zasedel le dve. Nadaljnja širitev apartmaja je bila načrtovana po dokončanju Charlottinega apartmaja, vendar je bila leta 1918 odpovedana.
V pritličju Kapffove stavbe je kuhinja, ki je bila leta 1913 močno razširjena s prvotnih 26 metrov in tri leta pozneje obnovljena. V času, ko je dvorec deloval kot rezidenca, bi v kuhinji delalo stuttgartsko kuhinjsko in slaščičarno osebje. Nad kuhinjo je zelena dvorana, dodatek, ki ga je Viljem II. v letih 1915–1916 zamenjal za apartma za goste, ki ga je zasedal Charles Woodcock, ljubimec Karla I. Dvorana je s kuhinjo povezana z ozkim železnim stopniščem, po katerem so natakarice prinašale hrano v Zeleno dvorano.